# たつみ勝丸
たつみ 勝丸（たつみ かつまる、1927年 - 1994年）は、千葉県出身の漫画家、脚本家、構成作家。
別名：大田加 英二（おおたか えいじ）、高橋 一夫（たかはし かずお）、天馬 正人（てんま まさと）、阿蘭 脱人、ルーニア高橋。

## 略歴
- 25歳で太田じろうの内弟子となる。
- 吉田竜夫に請われ、初期のタツノコプロに連載マンガの構成作家として参加。
- その後、タツノコプロ出版部の部長としての雑誌連載マンガや、テレビ絵本など出版物の企画・構成を担当した。

## 作品リスト

### 漫画
- レスリング王 力道山 （鶴書房単行本　1954年）大田加英二  名義
- 地球征服団（少年クラブ 1958年1月号 - 5月号付録）
- 妖怪少年（冒険王 1958年12月号付録）
- ジャガーの眼（原作：高垣眸 少年クラブ　1959年9月号 - 1960年12月号付録）
- 怪傑黒頭巾（原作：高垣眸　1959年）
- 遊星王子（原作：伊上勝　1959年）
- スーパージャイアンツ悪魔の化身 （富士見出版社単行本 1959年4月10日発行）
- パトロールQ（原作：伊藤照夫　週刊少年マガジン　1959年 30号 - 1960年 16号）
- スーパーゼット （原作：宮川一郎　少年クラブ 1959年夏の臨時増刊号、1960年新年号 - 9月号、1960年新年増刊号付録 、1960年夏休み増刊号）
- 少年ホーク（おもしろブック、少年ブック  1959年）阿蘭脱人　名義
- かみくずおやこ（少年クラブ  1960年10月号 - 1962年12月号）
- ネコをよぶ少年（少年　1960年夏休み増刊号）
- 江戸川乱歩全集
  - 魔法博士
  - 妖人ゴング
  - 黒豹の怪人

### 脚本
- 宇宙エース

### 企画・構成
- 忍者部隊月光
- 大空のちかい
- 昆虫物語みなしごハッチ
- ハクション大魔王